# 193P/LINEAR-NEAT
193P/LINEAR-NEAT è una cometa periodica appartenente alla famiglia delle comete gioviane scoperta dai programmi di ricerca astronomica LINEAR e NEAT. Al momento della scoperta, il 17 agosto 2001 fu ritenuto un asteroide, pochi giorni dopo fu scoperto che era una cometa. Al suo ultimo passaggio al perielio, avvenuto il 29 agosto 2021, la cometa si è trovata nelle migliori circostanze possibili per essere osservata dalla Terra.